# Caught in a Cabaret
Caught in a Cabaret (br: Bobote em apuros / pt: Charlot criado de café) é um filme mudo de curta-metragem estadunidense de 1914, do gênero comédia, produzido por Mack Sennett para os Estúdios Keystone, escrito e dirigido por Mabel Normand, e estrelado por Charles Chaplin.

## Sinopse
Enquanto atravessa um parque, Carlitos encontra Mabel, uma jovem da alta sociedade, que está sendo assaltada por dois homens, e os coloca em fuga. Agradecida, a jovem o convida para uma festa. Carlitos, que é garçom em um café de um bairro pobre, se faz passar por um conde, e chama a atenção dos convidados por suas trapalhadas e por sua vulgaridade. Mas, mesmo assim, sua mentira não é descoberta. Depois, ele regressa ao seu trabalho e, justamente ali, acontece a festa de Mabel, seu namorado e seus amigos, que querem conhecer um lugar pouco habitual para eles. O filme termina com um grande alvoroço ao ser descoberta a impostura de Carlitos.

## Elenco
- Charles Chaplin.... garçom / conde
- Mabel Normand.... Mabel
- Harry McCoy.... namorado
- Chester Conklin… garçom
- Edgar Kennedy.... dono do restaurante
- Minta Durfee.... dançarina
- Phyllis Allen.... dançarino
- Josef Swickard.... pai
- Alice Davenport.... mãe
- Gordon Griffith.... menino
- Alice Howell.... convidada
- Hank Mann
- Wallace MacDonald